# Guerra di mafia di Melbourne
La guerra di mafia di Melbourne fu un conflitto tra diverse organizzazioni criminali operanti nella metropoli australiana, perdurato dagli anni 1990 all'aprile 2010, con l'uccisione di Carl Williams, trafficante di droga, detenuto in carcere con una condanna all'ergastolo.
Oltre 30 furono le figure criminali australiane rimaste uccise in agguati ed attentati nella guerra di mafia; molti di questi omicidi rimasero irrisolti ma, per 10 di essi, la Purana Task Force, una unità anticrimine creata appositamente per far luce sui fatti, ha sospettato Carl Williams.

## Sinossi storica
Dopo un periodo di pausa, il 6 febbraio 2006 fu ucciso in un agguato il criminale ed avvocato italo-australiano Mario Condello, cosa che creò tensioni riguardo alla possibile ripresa del conflitto mafioso, evento che fortunatamente non avvenne.
La guerra finì con l'arresto di Williams, avvenuto il 28 febbraio 2007, il quale si dichiarò colpevole di tre omicidi. Williams fu ucciso il 19 aprile 2010 nel corso di una rissa scoppiata in carcere, a quanto pare colpito da un detenuto con una parte di una cyclette.